# 포르투갈 U-21 축구 국가대표팀
포르투갈 U-21 축구 국가대표팀(포르투갈어: Seleção Portuguesa de Futebol Sub-21)은 포르투갈을 대표하는 21세 이하의 축구 국가대표팀으로, 포르투갈의 축구 관리 기관인 포르투갈 축구 연맹의 관리를 받는다. UEFA U-21 축구 선수권 대회에 10번 참가해 1994년과 2015년, 2021년에 준우승을 차지했다.

## 역대 감독
| 감독        | 임기        |
| ----------- | ----------- |
| 조세 코스타 | 1991 ~ 1992 |
| 후이 조르즈 | 2010 ~      |